# Друга Жикіна династія (фільм)
Друга Жикіна династія (серб. Друга Жикина династија) сербська кінокомедія, сьомий фільм серіалу Божевільні роки.
Режисер - Зоран Чалич, сценарист - Йован Маркович.

## Сюжет
Міша, який (у попередньому фільмі) уникав любовних пригод, тепер має багато коханок водночас. Це занадто навіть для його ексцентричних дідів — Жики Павловича і Мілана Тодоровича - які, за порадою свого приятеля, доктора Недєліча, виїжджають з онуком до села, «на природу». Але сільське життя виявляється не таким вже й тихим...

## Зовнішні посилання
- IMDB, Друга Жикіна династія
- Друга Жикина династија (www.filmovi.com) [Архівовано 7 січня 2013 у Wayback Machine.] (сербською мовою)